# Quinto Vicentino
Quinto Vicentino là một đô thị tại tỉnh Vicenza ở vùng Veneto, Ý.
Đô thị này có diện tích 17 km2, dân số là 5383 người (thời điểm 28/2/2007). Đây là nơi sinh của Urbano Lazzaro, người đã nhận diện và bắt giữ Benito Mussolini năm 1945. Công trình nổi bật chính của thị trấn là Villa Thiene.